# مارکو پولو (فیلم ۱۹۶۱)
مارکو پولو (انگلیسی: Marco Polo)، همچنین با عنوان «ماجراجویی یک ایتالیایی در چین» (به ایتالیایی: L'avventura di un italiano in Cina)؛ فیلمی در ژانر ماجراجویی محصول ۱۹۶۱ میلادی ایتالیا و فرانسه به کارگردانی پیرو پیروتی و هوگو فرگونسه است.